# Ryōsei Kobayashi
Ryōsei Kobayashi (japanisch 小林 僚生, Kobayashi Ryōsei; * 28. Juni 1994 in Yokohama) ist ein ehemaliger japanischer Squashspieler.

## Karriere
Ryōsei Kobayashi spielt seit 2019 auf der PSA World Tour und gewann auf dieser sechs Titel. Seine höchste Platzierung in der Weltrangliste erreichte er mit Rang 55 im Januar 2022. Mit der japanischen Nationalmannschaft nahm er 2013 an der Weltmeisterschaft teil, im selben Jahr vertrat er Japan bei den World Games. Außerdem stand er im japanischen Kader bei den Asienspielen 2018 sowie bei mehreren Asienmeisterschaften. 2019 wurde er japanischer Meister. Sein letztes internationales Turnier bestritt er 2022.
Er studierte an der University of Rochester, für die er auch im College Squash aktiv war. Seine Schwester Misaki Kobayashi war ebenfalls Squashprofi.

## Erfolge
- Gewonnene PSA-Titel: 6
- Japanischer Meister: 2019